# Złamana lilia
Złamana lilia (ang. Broken Blossoms) – melodramat Davida Griffitha z 1919 roku. Najważniejszy z melodramatów tego reżysera i największe osiągnięcie w tym gatunku. Film opowiada o miłości młodego Chińczyka do angielskiej nastolatki katowanej przez brutalnego ojca. Był obrazem niezwykle jak na tamte czasy kosztownym i dopracowanym technicznie. Cieszył się dużą popularnością. Jest to pierwszy melodramat. Utworzył on cały nowy gatunek.

## Zarys treści
Bohaterem filmu jest młody Chińczyk Huan Cheng, który przybył do Londynu, aby propagować filozofię buddyjską. Tam zakochuje się w młodej dziewczynie, Lucy Burrows, brutalnie bitej przez własnego ojca, z zawodu boksera. Któregoś dnia bohater znajduje ukochaną nieprzytomną i skatowaną, zabiera ją do siebie i otacza opieką. Kiedy ojciec dziewczyny dowiaduje się o tym, zabiera Lucy do domu i brutalnie ją bije; dziewczyna umiera. Zrozpaczony Huan Cheng udaje się do domu ojca Lucy i zabija go strzałem z pistoletu. Następnie odprawia pogrzeb Lucy i popełnia samobójstwo.

## Obsada
- Lillian Gish
- Richard Barthelmess
- Donald Crisp
- Arthur Howard